# Psineček
Psineček (Agrostis) je rod trav, tedy rostlin z čeledi lipnicovitých (Poaceae). Jedná se o jednoleté nebo vytrvalé byliny. Jsou trsnaté nebo s oddenky, výběžky nebo jsou poléhavé. Stébla dorůstají výšek zpravidla 5–100 cm. Čepele listů jsou ploché, vzácněji svinuté (0,2–10 mm široké), na vnější straně listu se při bázi čepele nachází jazýček, 1–6 mm dlouhý. Květy jsou v kláscích, které tvoří latu, která je rozložitá nebo řidčeji klasovitě či nepravidelně stažená. Klásky jsou zboku smáčklé, převážně jednokvěté (vzácně přítomny 2 květy). Na bázi klásku jsou 2 plevy, které jsou přibližně stejné, bez osin. Pluchy jsou bez osin nebo osinaté, vzácně přítomno dokonce 3 nebo 5 osin, prostřední osina kolénkatá. Plušky dvoukýlné nebo bez kýlu, někdy velmi zakrnělé. Plodem je obilka, která je okoralá. Celkově je známo asi 220 druhů, které najdeme hlavně v mírném pásu, místy i adventivně.

## Druhy rostoucí v Česku
V České republice roste 7 druhů z rodu psineček (Agrostis). Psineček obecný (Agrostis capillaris, syn.: Agrostis tenuis) je hojný druh luk spíše na chudších půdách. Psineček výběžkatý (Agrostis stolonifera) je druhem vlhkých luk a zarostlých vlhkých cest. Psineček veliký (Agrostis gigantea) roste často na sušších ruderalizovaných loukách. Spíše vlhkomilný je psineček psí (Agrostis canina), zatímco blízce příbuzný psineček tuhý (Agrostis vinealis) preferuje hlavně suchá místa teplejších oblastí. Psineček skalní (Agrostis rupestris) je vysokohorský druh rostoucí obvykle nad hranicí lesa a patří mezi silně ohrožené druhy (C2). V ČR ho lze spatřit v Krkonoších a vzácně též na Šumavě. Ještě vzácnější je psineček alpský (Agrostis alpina), který patří ke kriticky ohroženým druhům flóry ČR (C1). Je také vysokohorský, v ČR roste jen v Hrubém Jeseníku.